# Alpha Centauri A
Pour l’article homonyme, voir Alpha Centauri (homonymie).
Désignations
Alpha Centauri A (α Cen A, parfois ACA), ou Rigil Kentaurus (le « pied du Centaure » en arabe), est la plus brillante des trois étoiles membres du système Alpha Centauri.
C'est l'une des étoiles les plus proches du système solaire (4,367 années-lumière). C'est aussi une étoile à mouvement propre élevé (3,68 secondes d'arc par an en ascension droite et 0,48 seconde d'arc par an en déclinaison). Alpha Centauri A, de magnitude apparente visuelle -0,01, est la quatrième étoile la plus brillante du ciel nocturne.
Les caractéristiques physiques d'Alpha Centauri A (masse, diamètre, température) sont très proches de celles du Soleil. Comme lui, il s'agit d'une étoile naine jaune appartenant à la séquence principale et plus spécifiquement d'une étoile de type spectral G2 V. Sa composition est telle que la métallicité (tous les éléments plus lourds que l'hydrogène et l'hélium) y est presque deux fois supérieure à celle du Soleil.
Elle est 10 % plus massive que le Soleil et d'un rayon 23 % plus grand,.
Le type d'activité magnétique d'Alpha Centauri A est comparable à celle du Soleil, montrant une variabilité coronale due aux taches stellaires, modulée par la rotation de l'étoile. Cependant, depuis 2005, le niveau d'activité est tombé à un minimum qui pourrait être similaire au minimum de Maunder. Alternativement, il peut avoir un très long cycle d'activité stellaire et se remet lentement d'une phase minimale[pas clair].

## Recherche de planètes
Alpha Centauri A était classée première dans l'ordre d'importance parmi cent étoiles comprises dans le projet Terrestrial Planet Finder de la NASA, annulé en 2011, qui avait pour objectif de détecter et d'étudier des planètes telluriques.
Le télescope spatial James-Webb devrait permettre de détecter des planètes plus grosses que 5 rayons terrestres situées entre 1 et 3 UA de l'étoile, ainsi qu'un nuage exozodiacal plusieurs fois plus brillant que le nuage zodiacal du système solaire.

### En fiction
Dans le film Avatar de James Cameron, le lieu principal de l'action, Pandora, est un satellite naturel de la géante gazeuse Polyphème, en orbite autour d'Alpha Centauri A.

## Événement de microlentille de 2028
En mai 2028, un événement de microlentille gravitationnelle se produira lorsque l'étoile Alpha Centauri A passera devant une étoile supergéante plus éloignée baptisée S5. Cet événement devrait permettre de découvrir d'éventuelles planètes en orbite d'Alpha Centauri A.